# 莫丘林齊
49°24′36″N 26°32′36″E / 49.41000°N 26.54333°E
莫丘林齊（烏克蘭語：Мочулинці）是位於烏克蘭西部的村莊，由赫梅利尼茨基州裡赫梅利尼茨基區的維季夫齊市鎮負責管轄。該村始建於1798年，面積1.15平方公里，海拔高度307米，2001年人口124，人口密度每平方公里107.8人。